# BMW 319
BMW 319 — автомобіль середнього класу німецької компанії Bayerische Motoren Werke 1935–1937 років, що прийшла на заміну моделі BMW 315. Випускалась спортивна модифікація BMW 319/1. Було виготовлено 6468 машин даної моделі.

## Конструкція

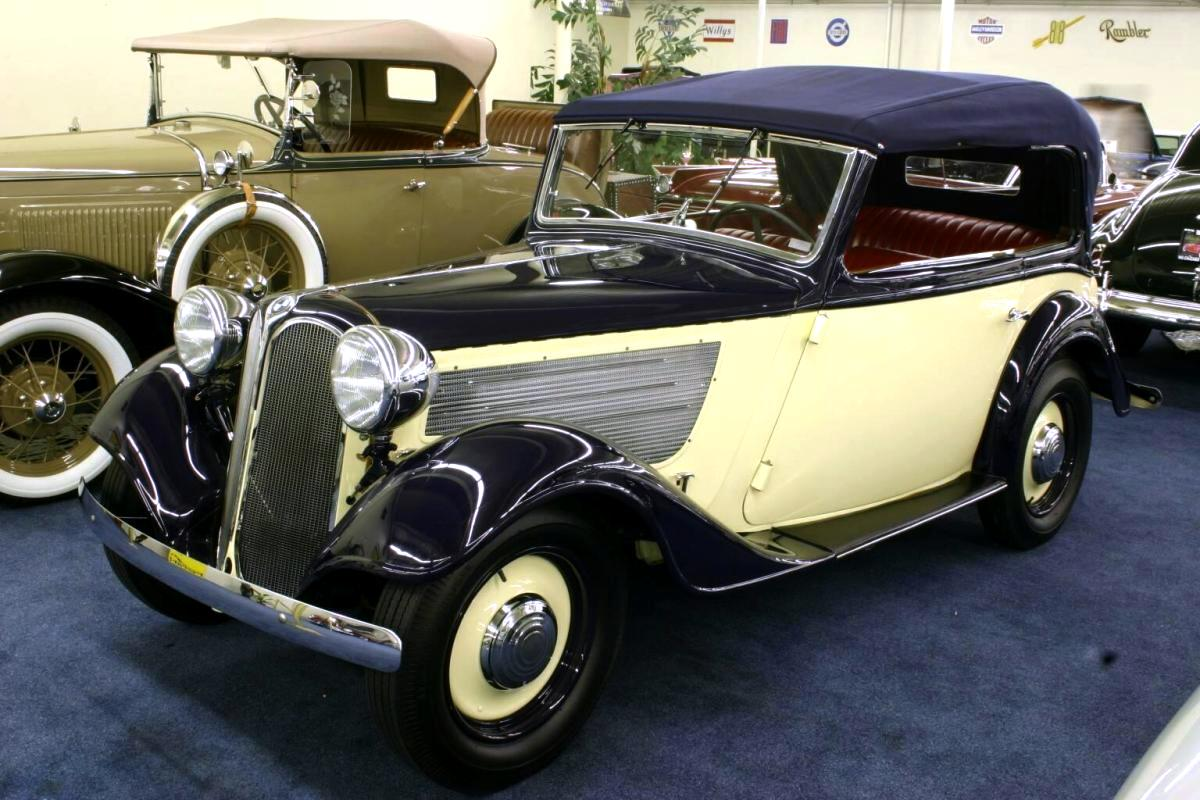
BMW 319. Кабріолет. 1936

Для спортивної моделі BMW 315/1 розробили 6-циліндровий рядний мотор об'ємом 1911 см³ задля можливості участі у спортивних міжнародних змаганнях класу 2 літри. Цей мотор встановили 1935 на шасі моделі 315, зменшивши його потужність на 10 к.с. до 45 к.с. (33 кВт) при 3700 об/хв. Нова модель BMW 319 успадкувала 4-ступінчасту коробку передач, шасі, гальма на усі колеса, підвіску з моделі BMW 315. Авто розвивало швидкість 115 км/год. З грудня 1934 до початку 1937 випустили BMW 319 з п'ятьма варіантами кузовів. Модифікація з кузовом торпедо аналогічним моделі 315 була на 400 марок дорожчою (4500 марок), лімузин — 4150 марок, кабріолет-лімузин — 4350 марок, 4-місний кабріолет — 4800 марок, 2-місний спортивний кабріолет — 5150 марок.